# Vela sopra Ezechia, Manasse e Amon

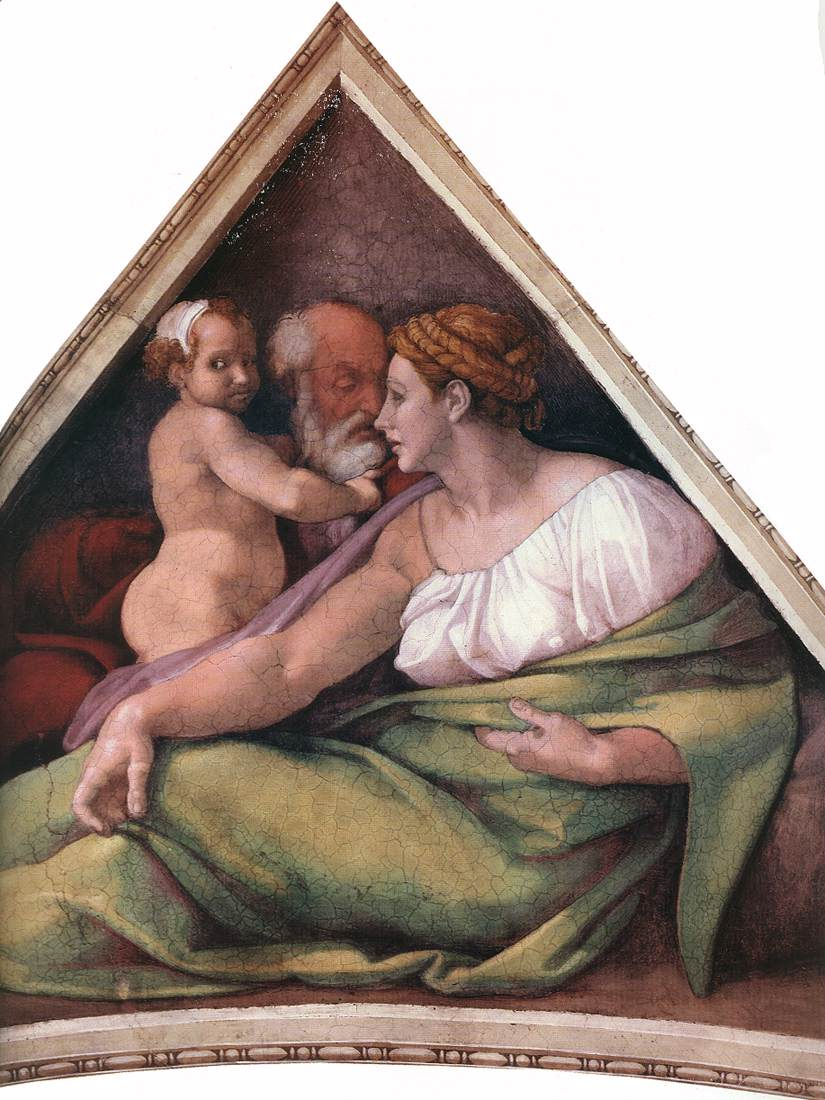
Dettaglio

La vela sopra Ezechia, Manasse e Amon venne affrescata da Michelangelo Buonarroti nel 1510 circa e fa parte della decorazione della volta della Cappella Sistina nei Musei Vaticani a Roma, commissionata da Giulio II.

## Storia
Le vele, come le lunette sottostanti, contengono la serie degli Antenati di Cristo, e sono ad esse strettamente correlate da un punto di vista iconologico, sebbene molto diverse iconograficamente e dal punto di vista dello stile e della forma. Si tratta infatti di spazi triangolari concavi, che l'artista riempì con gruppi familiari su uno sfondo scuro (a differenza degli sfondi chiari delle lunette) e con posizioni diverse, sedute in terra piuttosto che su gradoni, per assecondare la forma dello spazio da dipingere. L'individuazione dei soggetti, tratti dalla genealogia di Cristo del Vangelo di Matteo, si basa sui nomi scritti sulle tabelle al centro delle lunette sottostanti: le lunette sormontate da vela infatti presentano solitamente tre nomi invece dei normali due. Su quali gruppi rappresentino però i vari nomi non c'è concordanza tra gli studiosi, anche perché Michelangelo non usò alcun attributo iconografico e forse non era neanche interessato a un'identificazione diretta e inoppugnabile, concentrandosi piuttosto sulla rappresentazione di vari tipi umani e vari atteggiamenti.
Gli spazi triangolari sopra ciascuna vela vennero riempiti dai cosiddetti nudi bronzei, figure a monocromo che simula il bronzo, inseriti in posizioni simmetriche davanti a sfondi scuri, violacei, separati da un teschio d'ariete dal quale pendono nastri dorati.
Le vele furono realizzate, come il resto degli affreschi della volta, in due fasi, a partire dalla parete di fondo, opposta all'altare. Gli ultimi episodi da un punto di vista cronologico delle storie narrate furono quindi le prime a venire dipinte. Nell'estate del 1511 doveva essere terminata la prima metà della Cappella, richiedendo lo smontaggio del ponteggio e la sua ricostruzione nell'altra metà. La seconda fase, avviata nell'ottobre 1511, terminò un anno dopo, appena in tempo per la scopertura del lavoro la vigilia di Ognissanti del 1512.
La vela sopra Ezechia, Manasse e Amon, vicina al riquadro del Peccato originale e cacciata dal Paradiso terrestre, è datata al momento terminale della prima fase, verso il 1510 circa.

## Descrizione e stile
Nella lunetta sottostante sono di solito riconosciuti Ezechia e Amon, quindi nella vela dovrebbe essere rappresentata la famiglia di Manasse.
La scena, dipinta in due "giornate" d'affresco, mostra una donna seduta in primo piano, col busto ruotato a verso lo spettatore, le gambe e il volto di profilo. Indossa un ampio manto verde, con riflessi cangianti gialli e foderato di violetto, e una camicia bianca, calata sulla spalla destra. Dietro di lei si vedono un fanciullo in piedi, forse una bambina a giudicare dal capo coperto da una cuffietta, e un uomo canuto, pure disteso. 
Il gruppo è illuminato da una luce interna, almeno per la donna e il bambino ricciuto, mentre il vecchio è più in ombra e definito più sommariamente. Si tratta di un modo per evidenziare la scansione dello spazio, usato anche in scultura tramite il "non-finito", visibile ad esempio in opere come il Tondo Pitti o il Tondo Taddei.

### Nudi bronzei
I due nudi bronzei, per i quali fu sufficiente un'unica giornata, sono inseriti negli spazi triangolari, sdraiati in posizione simmetrica con le spalle rivolte al centro e la testa piegata in giù, come se fossero assopiti.
Essi furono ricavati da un medesimo cartone ribaltato, con alcune differenze che impediscono una simmetria troppo rigida: ad esempio quello di destra è ombreggiato molto più incisivamente.

## Galleria d'immagini

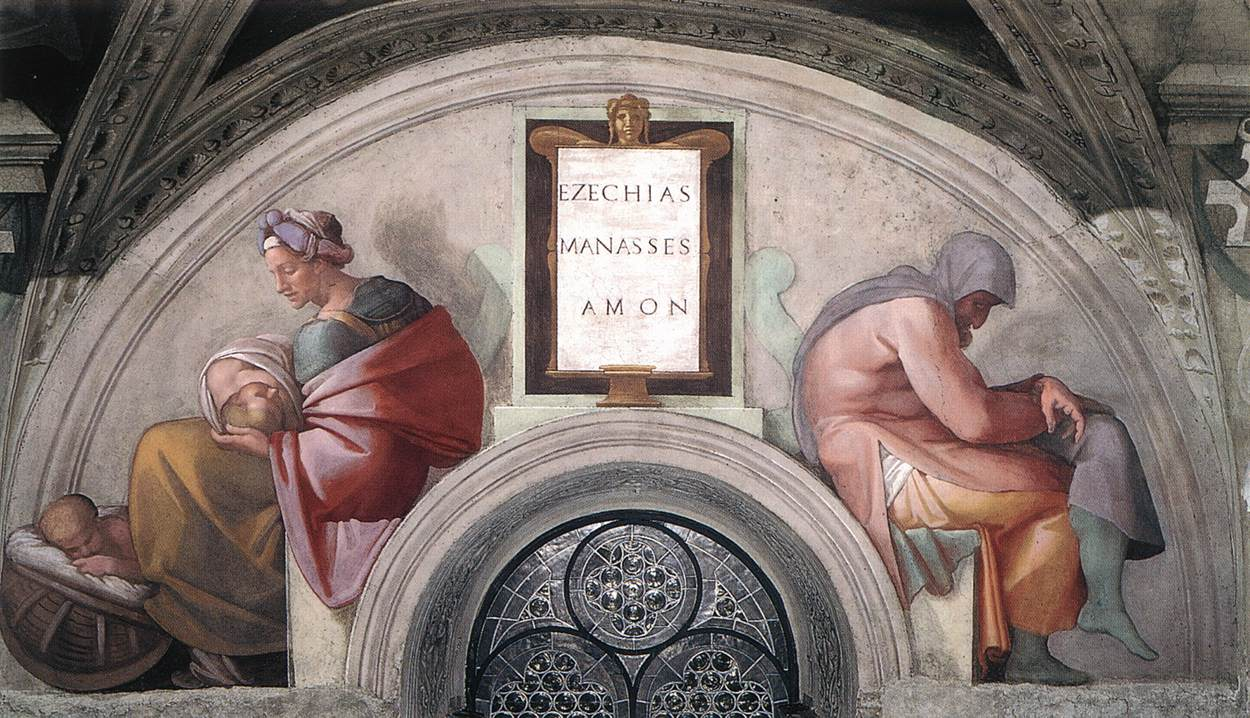
Ezechia, Manasse e Amon